# Roshana Hoss
Roshanak Hosseini (persiska: روشنک حسینی), mer känd som Roshi Hoss, Roshana Hoss och Rhosana, född 5 december 1992 i Falun är en svensk-iransk popartist och sångare. Roshana växte upp i Falun men flyttade till Stockholm vid 15 års ålder.
Då hon flyttade till Stockholm började hon årskurs nio på Kulturamas Grundskola och sedan Kulturamas Gymnasium.
Roshana vann en talangtävling arrangerad av Lingman & Co när hon var 12 år. Hon deltog deltagit i Stage Junior 2007 med låten Ta min hand.
Roshana var sedan medlem i musikgruppen Love Generation och hann tillsammans med de andra medlemmarna släppa låten med samma namn, Love Generation, och delta i bland annat RIX FM Festival. 29 november 2010 var det offentligt att hon hade lämnat Love Generation. Hon förklarade det med att "jag och tjejerna vill åt olika håll i vårt artisteri och musik". 
Året 2011 deltog Roshana i Idol då Cecilia Forss "kidnappade" henne till programmet efter att ha blivit tipsad om Roshana av hennes sin syster.
2013 deltar Roshana i den Iranska sångtävlingen Googoosh Music Academy, skapad för att fira den iranske artisten Googoosh.
Hon var med i serien Morden i Sandhamn i 2 avsnitt 2020.
Idag driver Roshana PR-bolaget Hoss Agency tillsammans med sin syster Sharareh Hoss.

## TV och Film
- 2020 – Morden i sandhamn (TV-serie)
- 2020 – We Got This (TV-serie)
- 2021 – Snälla kriminella
- 2023 – Systrarna Hoss (TV-serie)
- 2025 – Kärlek fårever

## Diskografi (Love Generation)
- Love Generation (2010)

## Diskografi (solokarriär)

### Stage Junior 2007
- Ta min hand

### Idol 2011
- My Heart Is Refusing Me - Loreen (cover)

## Medverkan i Idol 2011
| Etapp        | Låttitel                | Originalartist |
| ------------ | ----------------------- | -------------- |
| Audition     | Nobody's Perfect        | Jessie J       |
| Slutaudition | Alone                   | Heart          |
| Kval         | My Heart is Refusing Me | Loreen         |
| Semifinal    | Seperate Ways           | Journey        |
| Final 1      | Call Your Girlfriend    | Robyn          |